# Vietnam na Letních olympijských hrách 1988
Vietnam se účastnil Letní olympiády 1988 v jihokorejském Soulu v šesti sportech a zastupovalo jej 9 sportovců (8 mužů a 1 žena). Byla to druhá účast Vietnamu na LOH. Vietnam nezískal žádnou medaili.

## Seznam všech zúčastněných sportovců
| Číslo | Jméno             | Pohlaví | Věk | Sport             |
| ----- | ----------------- | ------- | --- | ----------------- |
| 1     | Nguyễn Văn Thuyết | Muž     | 31  | Atletika          |
| 2     | Nguyễn Ðình Minh  | Muž     | 22  | Atletika          |
| 3     | Ðặng Hiếu Hiền    | Muž     | 21  | Box               |
| 4     | Đỗ Tiến Tuấn      | Muž     | 21  | Box               |
| 5     | Huỳnh Châu        | Muž     | 27  | Cyklistika        |
| 6     | Nguyễn Kiều Oanh  | Žena    | 19  | Plavání           |
| 7     | Quách Hoài Nam    | Muž     | 18  | Plavání           |
| 8     | Nguyễn Quốc Cường | Muž     | 38  | Sportovní střelba |
| 9     | Nguyễn Kim Hương  | Muž     | 18  | Zápas             |